# Trimma milta
Trimma milta är en fiskart som beskrevs av Richard Winterbottom 2002. Trimma milta ingår i släktet Trimma och familjen smörbultsfiskar. Inga underarter finns listade i Catalogue of Life.